# شودلباخ
شودلباخ (به آلمانی: Schwedelbach) یک شهر در آلمان است که در کایزرسلاوترن واقع شده‌است. شودلباخ ۱٬۰۶۶ نفر جمعیت دارد.